# Симфонический оркестр Шведского радио
Симфонический оркестр Шведского радио (швед. Sveriges Radios Symfoniorkester) — симфонический оркестр, радиоансамбль, основанный в 1927 году под патронатом Шведского радио и базирующийся в Стокгольме.
Выход оркестра на уровень мировой известности связывается, прежде всего, с руководством Серджиу Челибидаке во второй половине 1960-х гг. Значительный вклад в репутацию оркестра как крупнейшего пропагандиста шведской музыки внёс дирижёр Стиг Вестерберг, под руководством которого в 1958—1983 гг. состоялось более 100 премьер произведений шведских композиторов.

## Руководители оркестра
| Период    | Главный дирижёр    |
| --------- | ------------------ |
| 1927—1939 | Нильс Гревиллиус   |
| 1939—1959 | Тор Манн           |
| 1965—1971 | Серджиу Челибидаке |
| 1977—1982 | Херберт Бломстедт  |
| 1984—1995 | Эса-Пекка Салонен  |
| 1997—1999 | Евгений Светланов  |
| 2000—2006 | Манфред Хонек      |
| с 2007 г. | Дэниел Хардинг     |